# Leptomya psittacus
Leptomya psittacus is een tweekleppigensoort uit de familie van de Semelidae. De wetenschappelijke naam van de soort is voor het eerst geldig gepubliceerd in 1882 door Hanley.